# Scilla vindobonensis
Scilla vindobonensis är en sparrisväxtart som beskrevs av Franz Speta. Scilla vindobonensis ingår i släktet blåstjärnesläktet, och familjen sparrisväxter. Inga underarter finns listade i Catalogue of Life.

## Bildgalleri

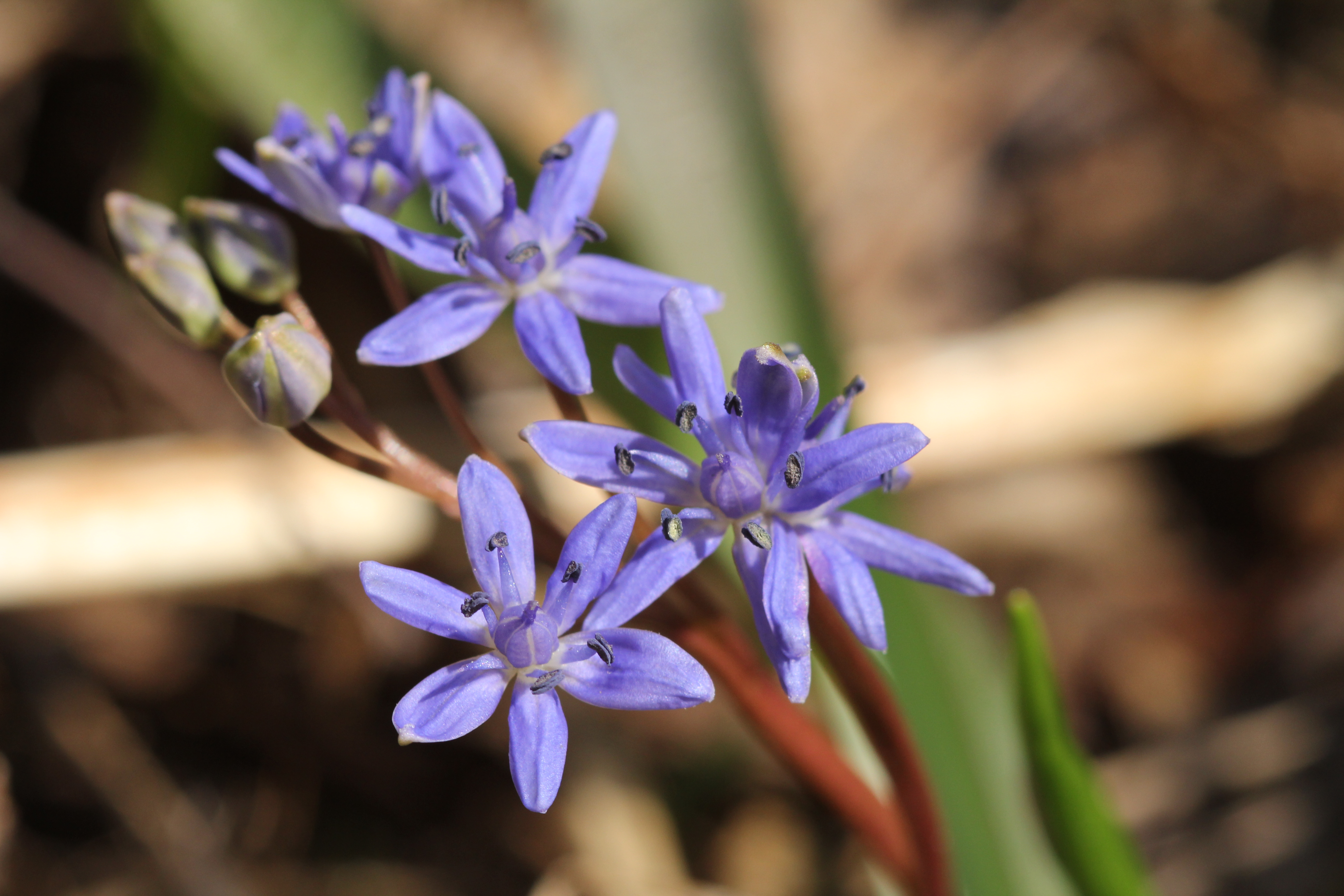
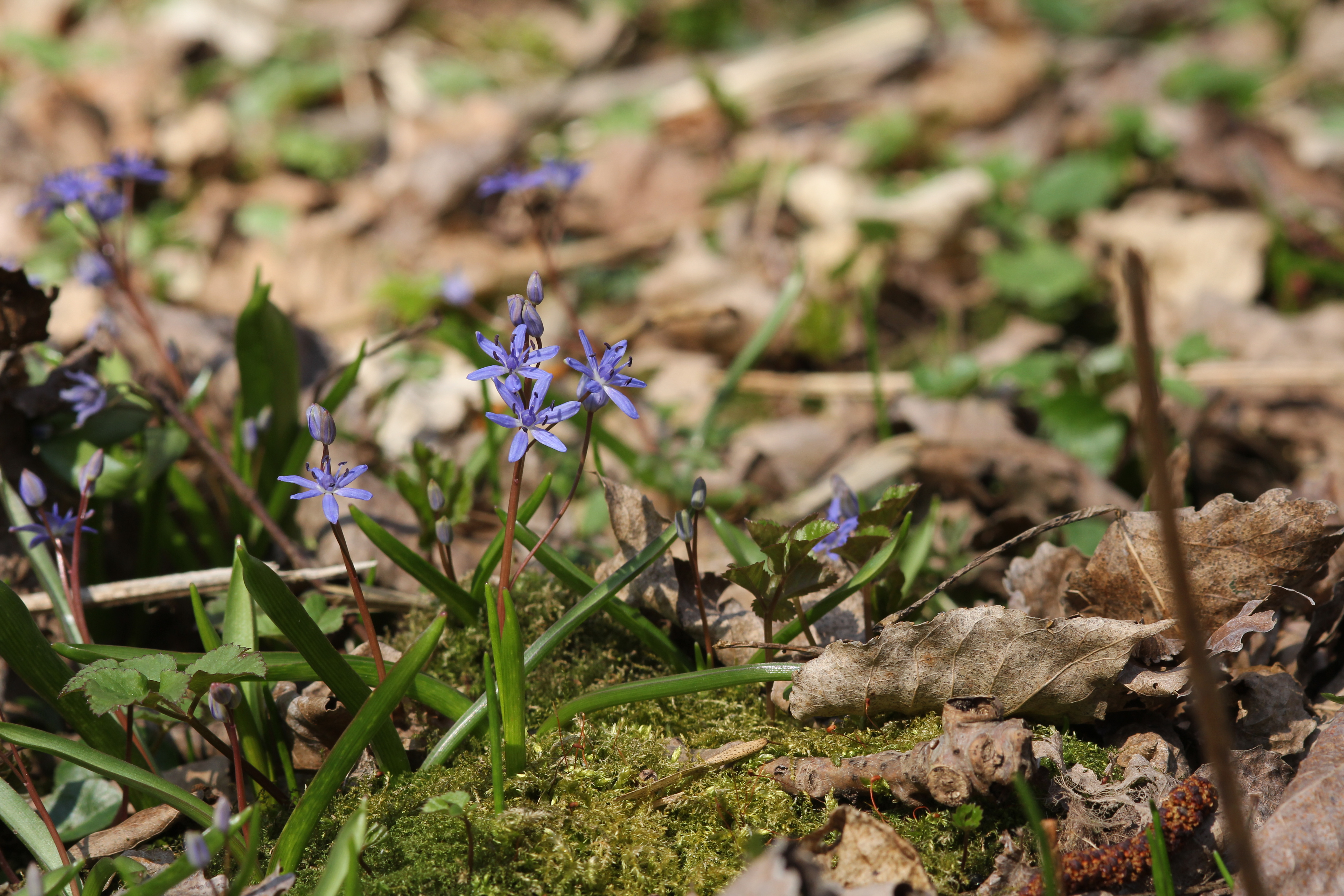
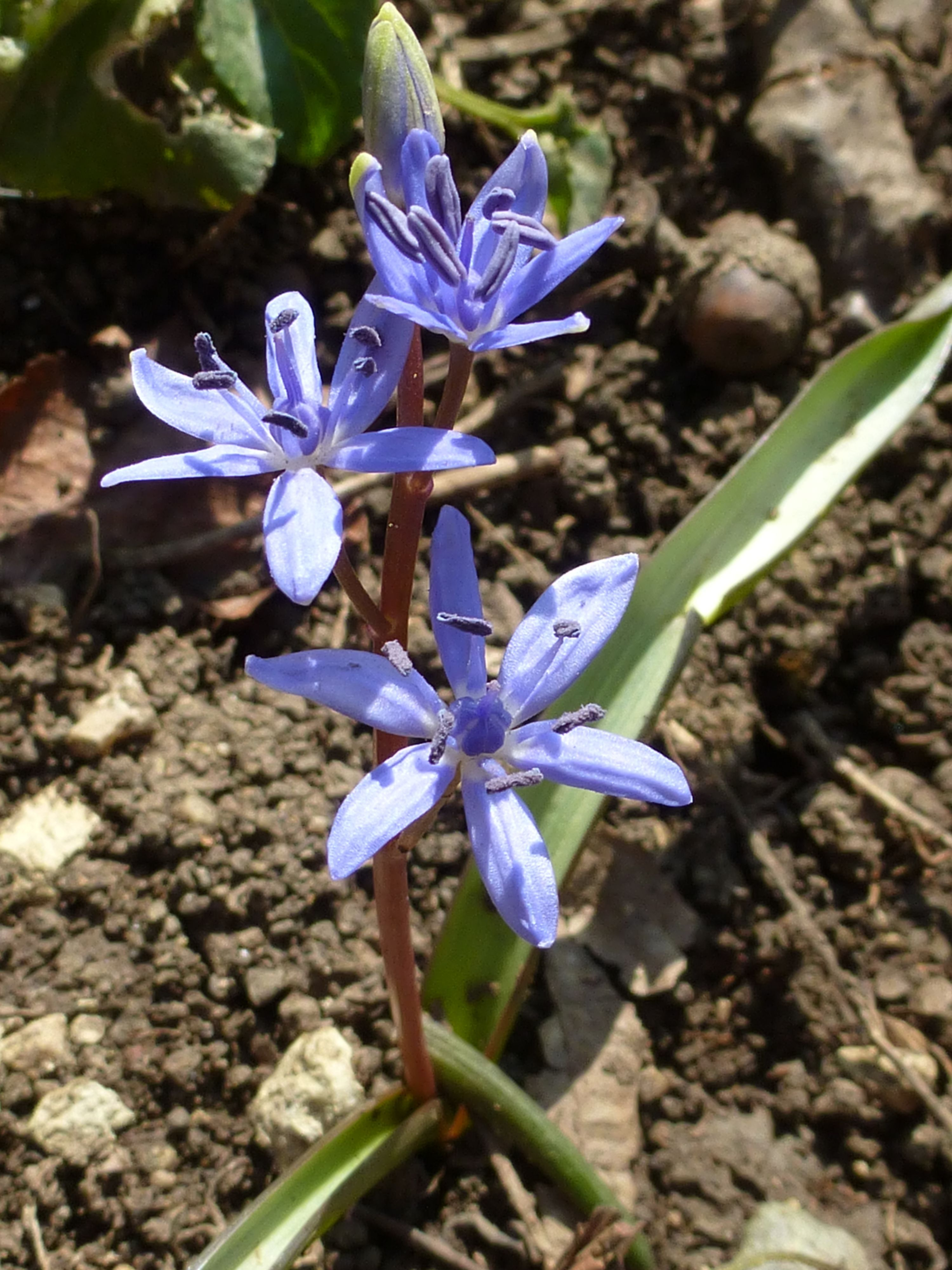
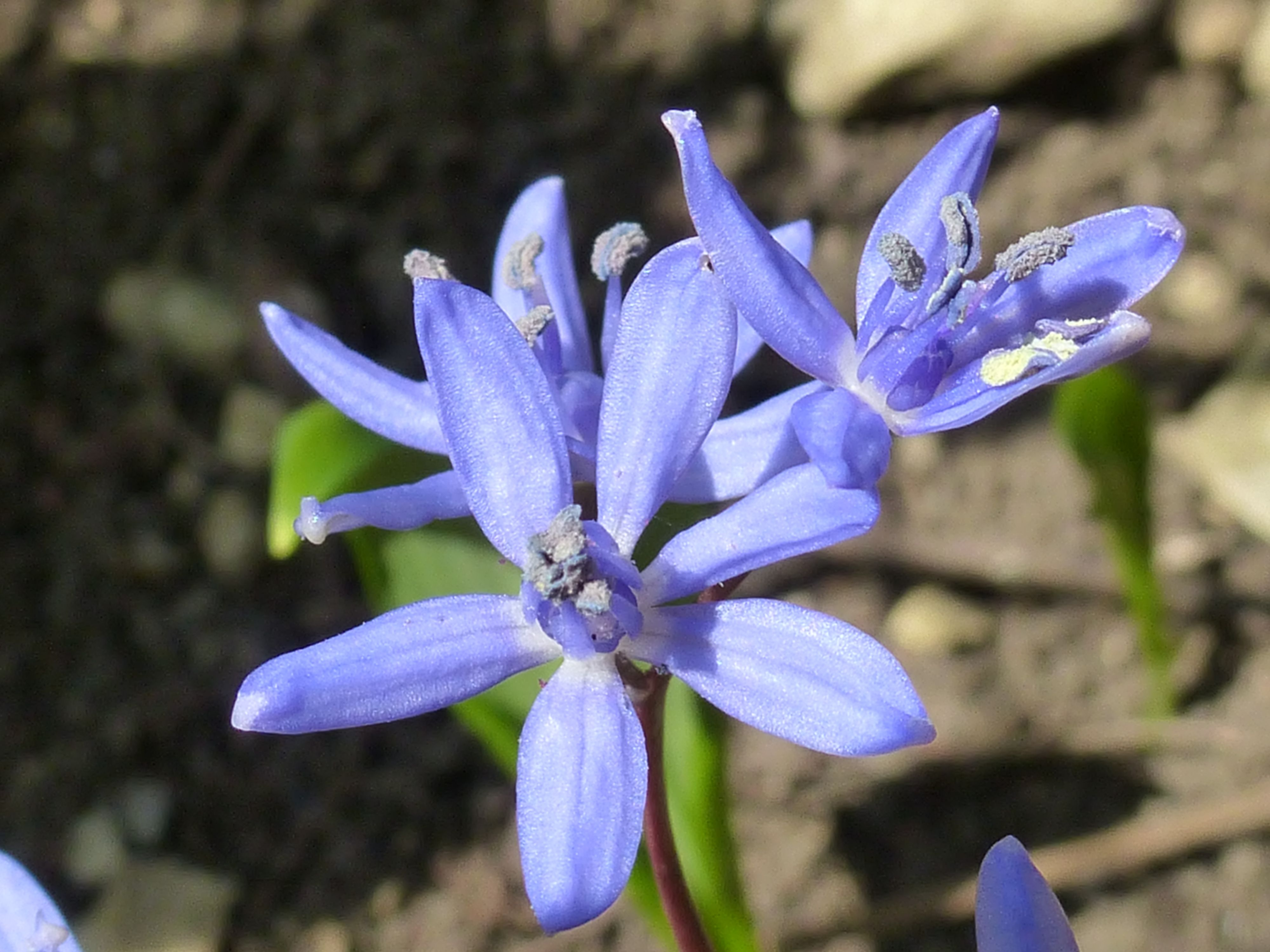
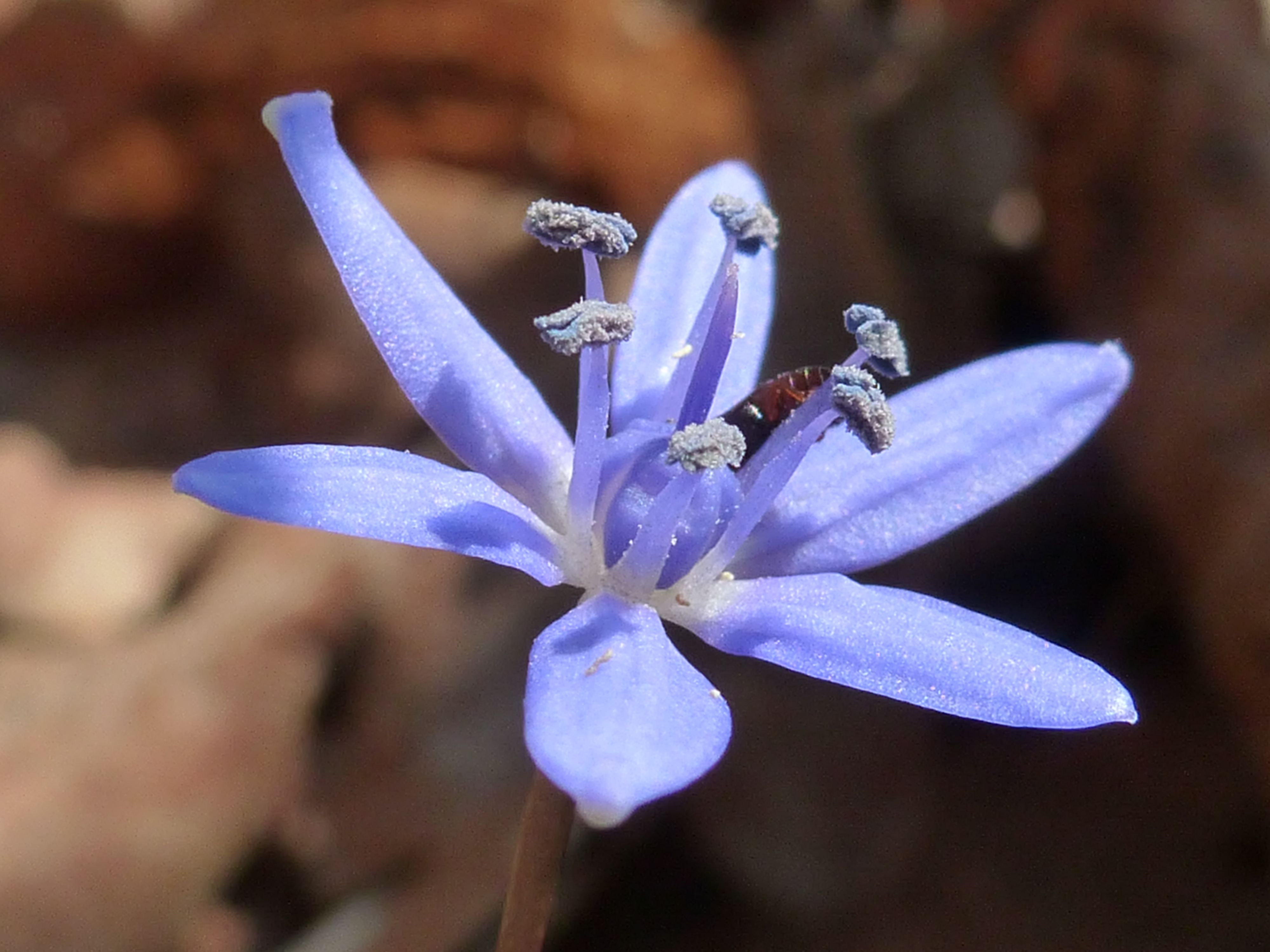
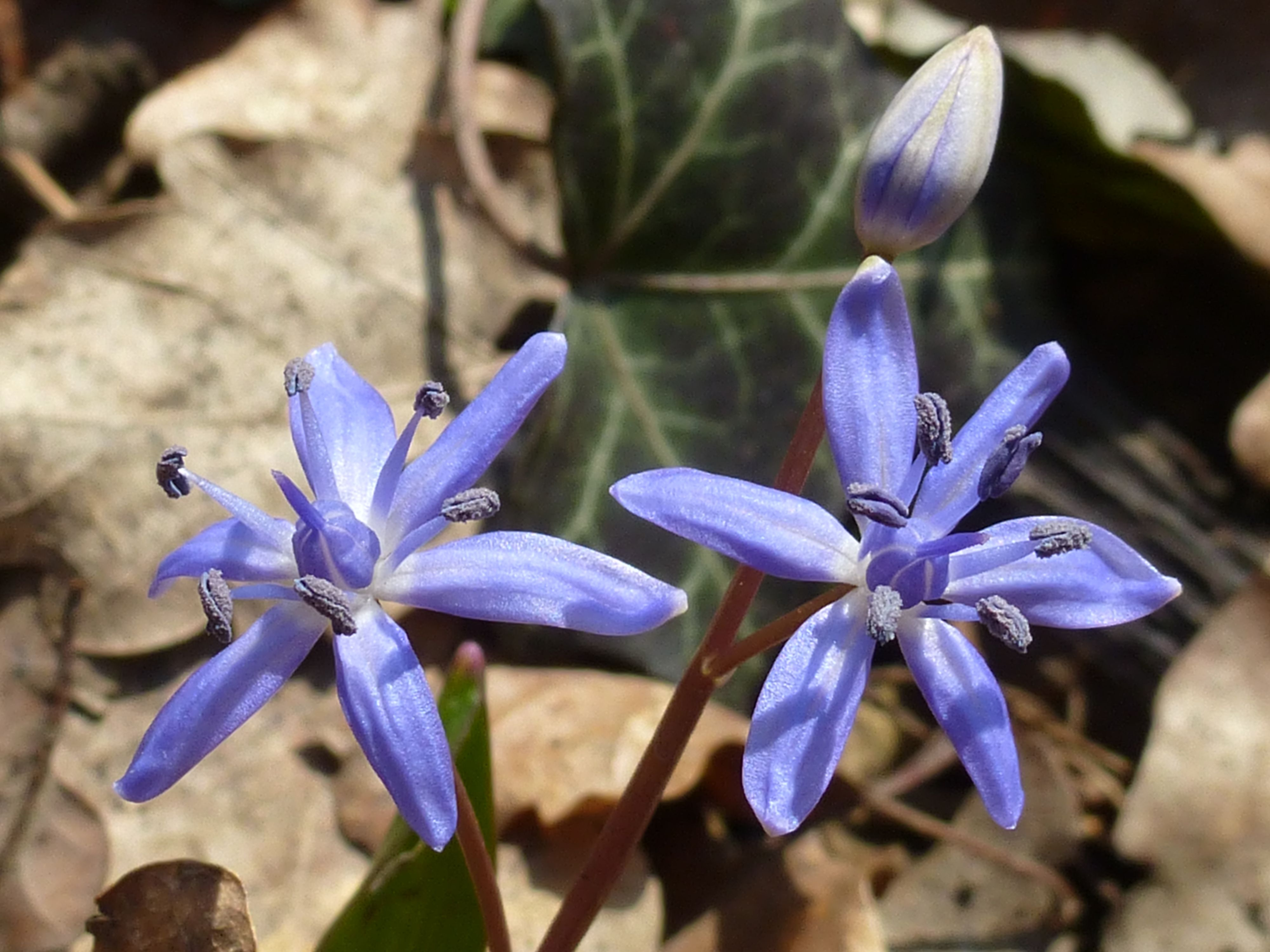